# محمدطاهر قزوینی

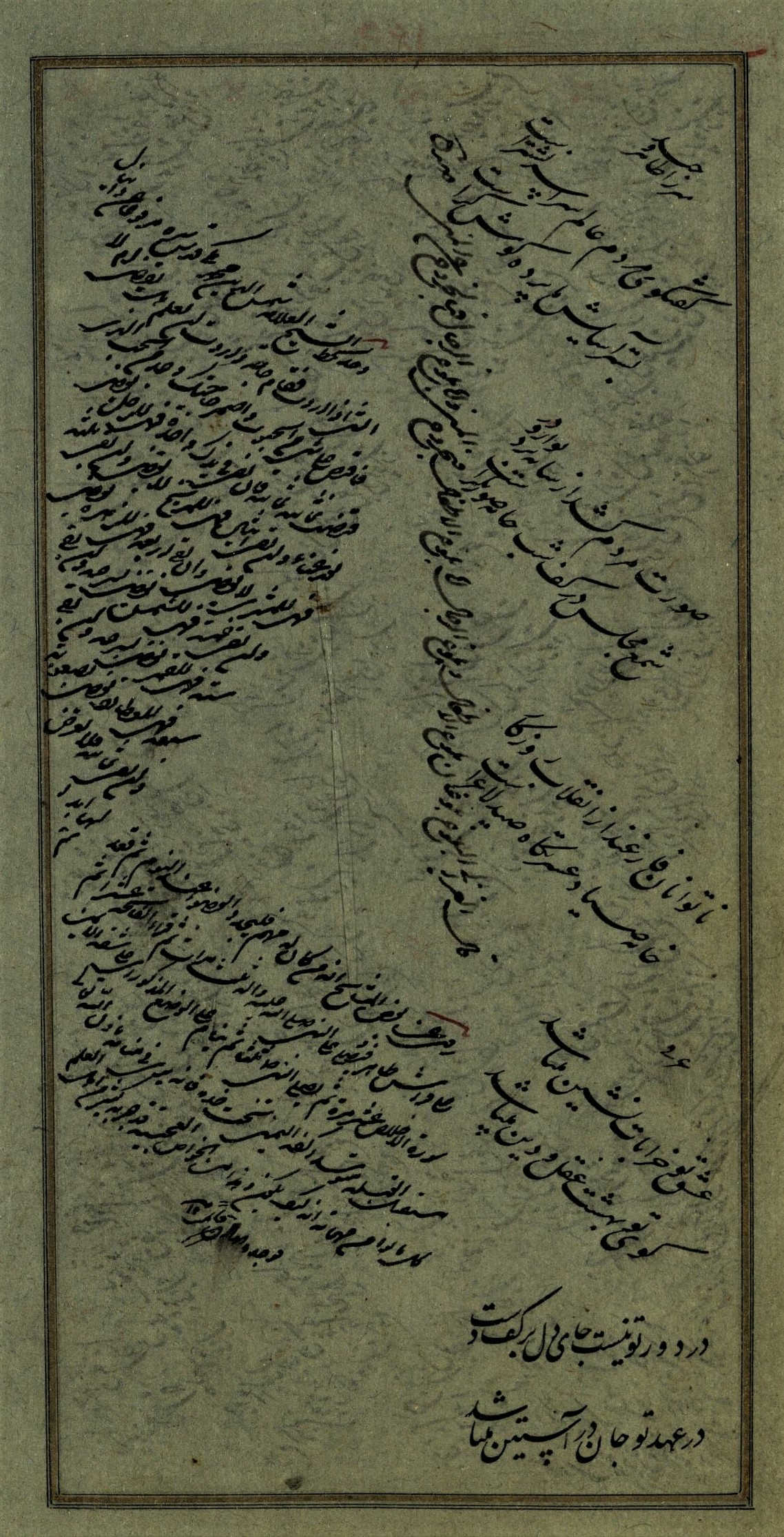
شعری از محمدطاهر قزوینی، میرزا طاهر وحید، در جُنگ میرزا محمد فیاض سبزواری

میرزا محمدطاهر قزوینی، متخلص به وحید، از شاعران اوایل سده یازدهم است که در قزوین متولد گردید. نام کامل وی «عمادالدین میرزا محمدطاهر بن میرزا محمدحسین قزوینی» بود. او همچنین وزیر اعظم ایران در دوره صفوی می‌باشد.

## زندگی
وحید به سبب استعداد ذاتی، به تحصیل مقدمات علوم زمانی خود مشغول گردید و در فن سیاغ و امور دفتری و استیفا مهارت و در انشاء و حسن خط به حسب مقدور کوشید. پس از فراغت از تحصیل وارد خدمات دیوانی شد، وی نخست به عنوان دستیار میرزا صالح پسر میرزا باقر توجیه‌نویس به تحریر جلدی از دفاتر توجیه مشغول گردید و چون میرزا صالح فوت نمود، میرزا طاهر (وحید) با لیاقتی که از خود ظاهر ساخته بود، به عنوان دستیار و مشیر و مشار اعتمادالدوله میرزا تقی مشهور به سارو تقی یعنی ساروتقی اعتمادالدوله وزیر شاه صفی و شاه عباس دوم، کفالت آن خدمت را عهده‌دار شد.
پس از قتل ساروتقی، اعتمادالدوله -سید علاء الدین خلیفه سلطان- صدرالعظم دستگاه شاه عباس دوم منصب مجلس‌نویسی یا وقایع نگاری را به عهده وحید قزوینی نهاد، و به سال ۱۰۵۵ هجری قمری مورخ رسمی دربار شاه عباس دوم و مأمور نوشتن تاریخ سلطنت این پادشاه شد. او همچنین بعد از وزارت شیخ علیخان زنگنه یک چند با لقب اعتمادالدوله وزیر اعظم شاه سلیمان گشت و تا جلوس شاه سلطان حسین بر این مسند باقی ماند. وحید قزوینی علاوه بر مشاغل دیوانی، وقایع نگار و شاعری توانا بوده و آثاری نیز از خود به یادگار نهاده است. قصیده‌های وحید را در حدود ۵۷۶۷ بیت، و غزلیاتش را در حدود ۳۰۰۰۰ بیت، و رباعیاتش در حدود ۱۰۰ بیت ذکر کرده‌اند.
میرزا محمد طاهر قزوینی با شاعر بزرگ زمان خود، صائب تبریزی دوستی نزدیک داشت. در تذکره حزین از او به نام «وحید الزمان» یاد شده است و می‌گوید از تعریف بی‌نیاز است. وحید قزوینی در تاریخ ۱۱۲۰ ه‍.ق درگذشت. برادر او «محمدیوسف»، مؤلف تاریخ خلد برین است.

## آثار
- تاریخ طاهر وحید یا عباسنامه، یا تاریخ شاه عباس دوم
- عاشق و معشوق
- کلیات شعر وحید
- مثنوی
- مثنوی آلات جنگ
- مثنوی خلوت راز
- مثنوی در وصف تنبور
- مثنوی در وصف عمارت شاهی
- مثنوی در وصف نرد
- مثنوی در وصف همایون تپه
- مثنوی ساغر
- مثنوی فتح قندهار
- مثنوی گلزار عباس
- مثنوی ناز و نیاز
- مجموعه منشآت وحید